# Bivagina punctipinnis
Bivagina punctipinnis är en plattmaskart. Bivagina punctipinnis ingår i släktet Bivagina och familjen Microcotylidae. Inga underarter finns listade i Catalogue of Life.